# Costa de Vilafranca
La costa de Vilafranca és una costa situada entre Solsona i Brics, al Solsonès. Orientada a llevant, rep la denominació de la masia del mateix nom que s'aixeca al seu peu.
S'estén des de la capçalera de la rasa de la Masia (al sud) fins a la capçalera del barranc de Cor-de-Roure (al nord), al llarg d'uns 800 metres de longitud. La meitat meridional pertany al municipi d'Olius i la septentrional, al municipi de Solsona.